# Діксі Д'Амеліо
Діксі Дамеліо (англ. Dixie D’Amelio, нар. 12 серпня 2001, Норволк, Коннектикут, США) — починаюча співачка та тік-токерка. Діксі Д'Амеліо - старша із сестер Д'Амеліо. Станом на листопад 2022 року вона має понад 57,5 мільйона підписників і 3,3 мільярда вподобань у TikTok, 24,2 мільйона підписників в Instagram, а також 7,04 мільйона підписників і 619,12 мільйона переглядів на YouTube, де вона також веде ток-шоу під назвою The Early Late Night Show.

## Кар'єра
Кар'єра Д'Амеліо почалася після того, як її сестра Чарлі Д'амеліо стала популярною на TikTok. Д'Амеліо також почала публікувати відео в TikTok.

## Особисте життя
Серед найближчих родичів Д'Амеліо її батько, Марк Д'Амеліо, політик; її мати Хайді Д'Амеліо; та її сестра Чарлі Д'амеліо.